# Красава
Красава је насеље у Србији у општини Крупањ у Мачванском округу. Према попису из 2022. било је 447 становника.

## Демографија
У насељу Красава живи 511 пунолетних становника, а просечна старост становништва износи 40,3 година (37,5 код мушкараца и 43,6 код жена). У насељу има 197 домаћинстава, а просечан број чланова по домаћинству је 3,29.
Ово насеље је великим делом насељено Србима (према попису из 2002. године), а у последња три пописа, примећен је пад у броју становника.
|  |

| Демографија | Демографија | Демографија |
| Година      | Становника  | Становника  |
| ----------- | ----------- | ----------- |
| 1948.       | 1.284       |             |
| 1953.       | 1.251       |             |
| 1961.       | 1.156       |             |
| 1971.       | 1.026       |             |
| 1981.       | 837         |             |
| 1991.       | 720         | 711         |
| 2002.       | 649         | 676         |

| Етнички састав према попису из 2002.‍ | Етнички састав према попису из 2002.‍ | Етнички састав према попису из 2002.‍ | Етнички састав према попису из 2002.‍ | Етнички састав према попису из 2002.‍ |
| ------------------------------------ | ------------------------------------ | ------------------------------------ | ------------------------------------ | ------------------------------------ |
|                                      |                                      |                                      |                                      |                                      |
| Срби                                 | Срби                                 |                                      | 614                                  | 94,60%                               |
| Роми                                 | Роми                                 |                                      | 32                                   | 4,93%                                |
| Чеси                                 | Чеси                                 |                                      | 1                                    | 0,15%                                |
| непознато                            | непознато                            |                                      | 0                                    | 0,0%                                 |

| Година пописа     | 1948. | 1953. | 1961. | 1971. | 1981. | 1991. | 2002. |
| ----------------- | ----- | ----- | ----- | ----- | ----- | ----- | ----- |
| Број домаћинстава | 174   | 182   | 183   | 197   | 196   | 194   | 197   |

| Број чланова      | 1  | 2  | 3  | 4  | 5  | 6  | 7 | 8 | 9 | 10 и више | Просек |
| ----------------- | -- | -- | -- | -- | -- | -- | - | - | - | --------- | ------ |
| Број домаћинстава | 31 | 41 | 40 | 40 | 22 | 16 | 6 | 1 | 0 | 0         | 3,29   |

| Пол    | Укупно | Неожењен/Неудата | Ожењен/Удата | Удовац/Удовица | Разведен/Разведена | Непознато |
| ------ | ------ | ---------------- | ------------ | -------------- | ------------------ | --------- |
| Мушки  | 283    | 94               | 165          | 19             | 5                  | 0         |
| Женски | 247    | 25               | 166          | 51             | 1                  | 4         |
| УКУПНО | 530    | 119              | 331          | 70             | 6                  | 4         |

| Пол    | Укупно                    | Пољопривреда, лов и шумарство | Рибарство                            | Вађење руде и камена | Прерађивачка индустрија       |
| ------ | ------------------------- | ----------------------------- | ------------------------------------ | -------------------- | ----------------------------- |
| Мушки  | 181                       | 131                           | 0                                    | 0                    | 5                             |
| Женски | 79                        | 66                            | 0                                    | 0                    | 3                             |
| УКУПНО | 260                       | 197                           | 0                                    | 0                    | 8                             |
| Пол    | Производња и снабдевање   | Грађевинарство                | Трговина                             | Хотели и ресторани   | Саобраћај, складиштење и везе |
| Мушки  | 6                         | 21                            | 1                                    | 1                    | 6                             |
| Женски | 0                         | 1                             | 5                                    | 1                    | 0                             |
| УКУПНО | 6                         | 22                            | 6                                    | 2                    | 6                             |
| Пол    | Финансијско посредовање   | Некретнине                    | Државна управа и одбрана             | Образовање           | Здравствени и социјални рад   |
| Мушки  | 0                         | 2                             | 2                                    | 1                    | 0                             |
| Женски | 0                         | 0                             | 0                                    | 2                    | 0                             |
| УКУПНО | 0                         | 2                             | 2                                    | 3                    | 0                             |
| Пол    | Остале услужне активности | Приватна домаћинства          | Екстериторијалне организације и тела | Непознато            | Непознато                     |
| Мушки  | 0                         | 0                             | 0                                    | 5                    | 5                             |
| Женски | 0                         | 0                             | 0                                    | 1                    | 1                             |
| УКУПНО | 0                         | 0                             | 0                                    | 6                    | 6                             |